# Zubrohlava
Zubrohlava és un poble i municipi d'Eslovàquia que es troba a la regió de Žilina, al centre-nord del país. És documentat per primera vegada el 1588. Està situat al nord de la regió, prop del curs alt del riu Váh (conca hidrogràfica del Danubio), dels muntanyes Tatras i de la frontera amb Polònia.

## Demografia
| Godina             | 1994 | 2004    | 2014    | 2024    |
| ------------------ | ---- | ------- | ------- | ------- |
| Nombre de persones | 1746 | 2044    | 2263    | 2555    |
| Diferència         |      | +17,06% | +10,71% | +12,90% |

| Godina             | 2023 | 2024   |
| ------------------ | ---- | ------ |
| Nombre de persones | 2493 | 2555   |
| Diferència         |      | +2,48% |